# Ludmiła Jeske-Choińska
Ludmiła Jeske-Choińska z domu Mikorska (ur. 1849 w Małachowie, zm. 2 listopada 1898 w Warszawie) – polska kompozytorka i śpiewaczka. 

## Życiorys
Studiowała wokalistykę u Mathilde Marchesi w Wiedniu i Francesco Lampertiego w Mediolanie oraz kompozycję u Gustawa Roguskiego (1839–1921) i Zygmunta Noskowskiego w Warszawie.
W roku 1880 poślubiła pisarza i publicystę Teodora Jeske-Choińskiego (1854–1920).
Zmarła w wieku 49 lat. Pochowana na cmentarzu Powązkowskim (kwatera 24-4-26).

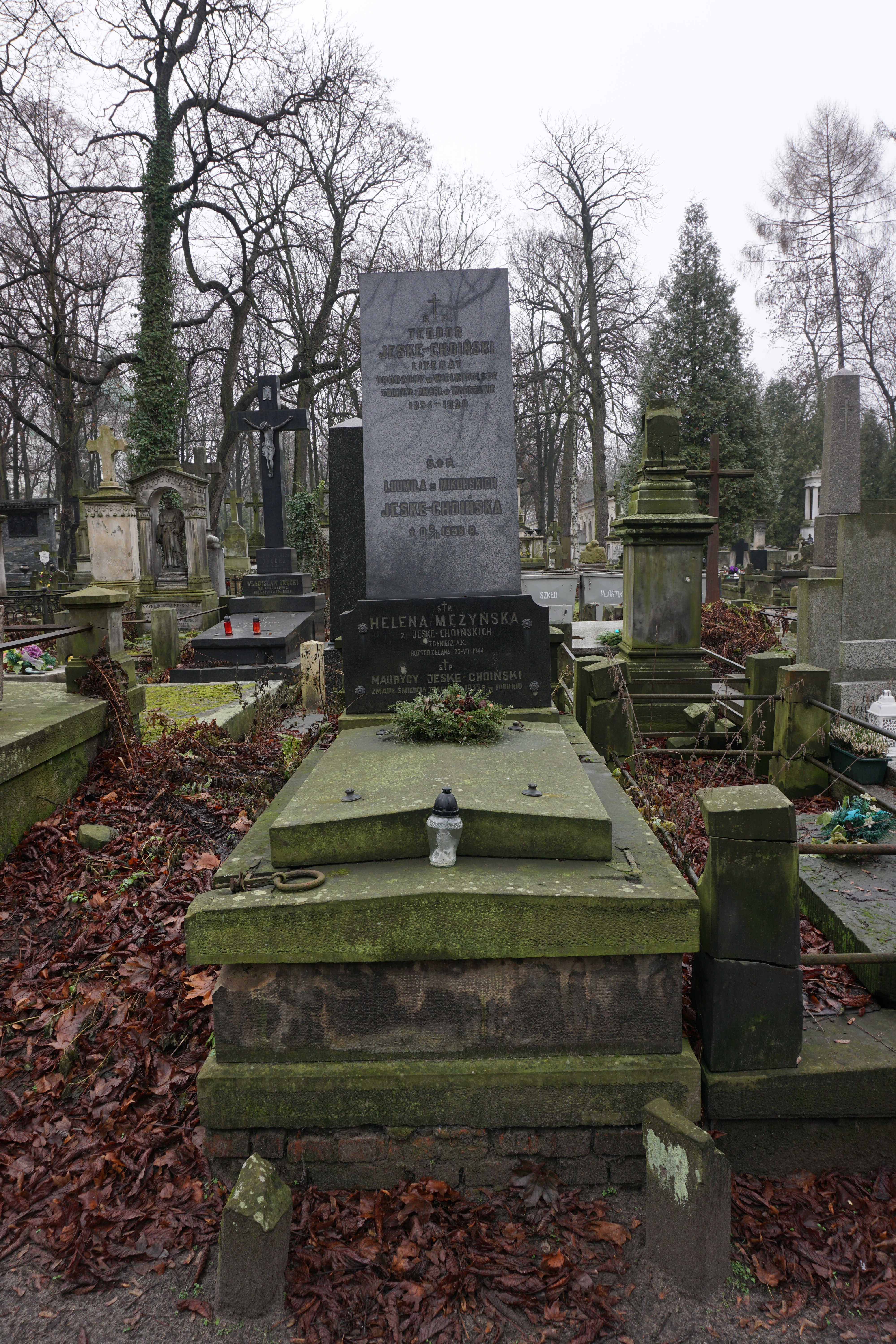
Grób Ludmiły Jeske-Choińskiej na cmentarzu Powązkowskim

## Twórczość
Komponowała poematy symfoniczne, opery, operetki, pieśni solowe oraz utwory fortepianowe. 

## Wybrane utwory
- Operetka Filutka (1884)
- Operetka Zuch dziewczyna (1884)
- Opera komiczna Markiz de Créqui (1892)
- Poemat symfoniczny Rusałka (1893, nagrodzony w Chicago)
- Pieśni
- Tańce na fortepian